# Terrerola de capell gris
La terrerola de capell gris (Eremopterix griseus) és una espècie d'ocell de la família dels alàudids (Alaudidae).

## Hàbitat i distribució
Habita zones àrides obertes amb vegetació dispersa, praderies i deserts de l'Índia, Bangladesh i Sri Lanka.